# Kees Bakker (presidente de fútbol)
Cornelis Klaas "Kees" Bakker (Hilversum, 26 de octubre de 1943-Arnhem, 25 de marzo de 2020) fue un dirigente de fútbol holandés y oficial de policía. 

## Biografía
Bakker nació en Hilversum. Fue jefe de Policía de la región Gelderland-Midden de 1997 a 2003 y anteriormente formó parte del liderazgo de la fuerza policial en la región de Rijnmond. Además, fue presidente de Toneelgroep Oostpool durante diez años a partir de 1999. Ocupó varios cargos administrativos en SBV Vitesse desde 2003 como miembro del Consejo de Supervisión y como miembro del consejo. Fue presidente de 2008 a 2009 y de 2016 a 2017. Fue presidente de Stichting Betaald Voetbal "Vitesse-Arnhem" en 2013. Recibió el título de Gouden Vitessenaar en 2016. 

## Muerte
Bakker murió el 25 de marzo de 2020 de COVID-19 causado por el virus del SARS-CoV-2 durante la pandemia de enfermedad por coronavirus en Arnhem. Ya estuvo gravemente enfermo por algún tiempo.